# 러시아 지리 분류 번호 패턴
러시아 지리 분류 번호 패턴(러시아어: Общероссийский классификатор территорий муниципальных образований) 또는 OKTMO은 여러 러시아 국가 등록부 중 하나이다. OKTMO는 러시아의 지방자치단체 구역 구조에 대한 정보를 정리한다.
이 문서는 국가의 각 지방 자치 단체에 숫자 코드를 할당한다.
OKTMO는 통계 및 세무 목적으로 사용된다. 2005년 12월 14일에 채택되어 2014년 1월 1일에 발효되었으며, OKATO(행정 및 영토 분포 단위에 대한 전러시아의 분류)를 대체한다.

## 같이 보기
- 러시아 행정 구역 코드, 러시아의 행정 구역에 대한 객체 분류